# تارداوکا
تارداوکا (به لاتین: Tardavka) یک منطقهٔ مسکونی در روسیه است که در باشقیرستان واقع شده‌است.